# Ternate (Alor)
Ternate ist eine indonesische Insel des Alor-Archipels.

## Geographie
Die Insel liegt im Norden der Pantarstraße zwischen den Inseln Alor und Pantar. Sie gehört zum Distrikt Westalor Meer (Alor Barat Laut).